# Michael Balzary
Michael Peter Balzary, mer känd under artistnamnet Flea, född 16 oktober 1962 i Melbourne, Australien, är en amerikansk musiker och skådespelare. Han är mest känd som basist i rockbandet Red Hot Chili Peppers och för sin spelstil med influenser från funk och punk. Dessutom har han sedan 80-talet medverkat som skådespelare i en mängd olika filmproduktioner.
Flea och Anthony Kiedis träffades för första gången på Fairfax High School och blev nästan direkt bästa vänner. På den tiden spelade Flea, eller Mike som han då kallades, bara trumpet och kom från en familj där man ogillade rockmusik och lyssnade på jazz. 
De båda lärde känna Hillel Slovak som var medlem i ett band som kallades Anthym, och de tre blev oskiljaktiga vänner. När Flea var sexton år lärde Hillel honom att spela bas och Flea tog snart över rollen som basspelare i Anthym. 
Anthym spelade på olika ställen och vanligtvis brukade Anthony introducera dem och dessutom vara den som dansade vildast på dansgolvet. Snart bytte de namn till What is this.
I februari 1983 skulle en vän till bandet Gary Allen spela med sitt band på en klubb i Los Angeles. Han bad då Hillel, Flea och Jack Irons, som var trummisen i What is this, att öppna för hans band med Anthony som frontfigur. 
Trots att bandmedlemmarna var skeptiska så blev framträdandet en succé och bandet Red Hot Chili Peppers var fött.
Flea har inspirerat många unga basister. Han är känd för att vara den basist som lyckats införa bastekniken slap & pop i populärmusiken, dock har Flea sedan tidiga 1990-talet stadigt använt sig av mer traditionella, melodiska tekniker. Flea har också varit med och spelat in en skiva med The Mars Volta då han är med på nästan alla spår. Han är allmänt sedd som en av världens mest inflytelserika och bästa basister genom tiderna. Flea är även känd för sitt unika utseende, framförallt sitt ofta neonfärgade hår, gluggen mellan hans övre framtänder och hans tendens att spela nästintill naken. 

## Fleabass
Flea har startat ett eget företag, Fleabass, som producerar elbasar designade av Flea. "I wanted students to have an instrument they could fall in love with, and I wanted them to be able to do it with the limited means that most of them have for acquiring one." Företaget erbjuder elbaser av hög kvalité till ett bra pris och deras mål är att producera något som människor kan älska, precis som Flea älskade sin trumpet när han var liten. Flea startade också skolan The Silverlake Concervatory of Music som är en musikskola som inte är intresserad av att tjäna pengar. Där får främst ungdomar och barn, men också vuxna i alla åldrar, studera enbart för sin kärlek till musik.

## Diskografi

### MedRed Hot Chili Peppers
- The Red Hot Chili Peppers (album) (1984)
- Freaky Styley (1985)
- The Uplift Mofo Party Plan (1987)
- Mother's Milk (1989)
- Blood Sugar Sex Magik (1991)
- One Hot Minute (1995)
- Californication (1999)
- By The Way (2002)
- Stadium Arcadium (2006)
- I'm with You (2011)
- The Getaway (2016)

## Filmografi (urval)
- 1983 – Suburbia
- 1988 – Tillbaka till framtiden II
- 1990 – Tillbaka till framtiden III
- 1991 – På drift mot Idaho
- 1998 - Psycho
- 1998 - The Big Lebowski
- 2015 - Inside Out
- 2017 – Baby Driver
- 2019 – Queen & Slim
- 2022 – Babylon
- 2022 – Obi-Wan Kenobi